# Dong Bin
Dong Bin, född 22 november 1988, är en kinesisk friidrottare.
Bin blev olympisk bronsmedaljör i tresteg vid sommarspelen 2016 i Rio de Janeiro.